# Gaetano Castelfranchi
Gaetano Castelfranchi (né le 29 février 1892 à Milan et mort le 12 décembre 1965 à Lugano)  était un physicien et un ingénieur italien, professeur de physique à l'école polytechnique de Milan.

## Biographie
Son livre Fisica Moderna, paru en Italie en 1928, était un des premiers exposés des idées de la physique quantique. Il a été traduit en français, en anglais et en espagnol. La seconde édition en français (en deux volumes) parue en 1941-1942 a été traduite par le commandant A. Salin et H. Larrouy  et non par Quemper de Lanascol. La troisième édition, parue en 1949 a été traduite par Marcel Boll. Gaetano Castelfranchi était membre du Conseil National de la Recherche italien.

## Œuvres
- Fisica moderna. (Milan, U. Hoepli, 1929) traduction anglaise sur Internet Archive
- Televisione. Le basi fisiche del «Radiovedere». (Milan, Ulrico Hoepli Editore, 1931)
- Prodigi della tecnica nel mondo d'oggi. (Milan, Hoepli, 1950.)
- Trattato di fisica (Milan : Ed. Ulrico Hoepli, 1946.)
- Fisica sperimentale e applicata (Milan : Ed. Ulrico Hoepli, 1945-1946.)
- Fisica, ad uso del liceo scientifico, (Milan, U. Hoepli, 1943.)
- Fisica, ad uso degli istituti professionali industriali, degli istituti per geometri e periti edili, (Milan, U. Hoepli, 1945.)
- Trattato di fisica per le facoltà di medicina, biologia, farmacia, agraria e scienze naturali: meccanica dei solidi e dei fluidi, termologia, acustica, ottica, elettrologia, struttura dell'atomo, (Milan, U. Hoepli, 1953.)
- Scienza delle costruzioni : teoria ed applicazioni, (Milan : U. Hoepli, 1965)

## Revues de Fisica Moderna
- Journal de Chimie physique 27 (1930), 520.
- Nuovo Cimento 6 (1929), CVI.
- Revue générale des Sc. 41 (1930), 376-377
- Journal Franklin Institute 210, 394-396.
- Anales Soc. Espanola de Física y Química 28 (1930), 819-820.
- A. Carrelli, Scientia 49 (1931), 246-247.